# Eleição municipal de Belo Horizonte em 2020
A eleição municipal da cidade de Belo Horizonte em 2020 ocorreu no dia 15 de novembro em turno único, com o objetivo de eleger um prefeito, um vice-prefeito e 41 vereadores responsáveis pela administração da cidade, que se iniciou em 1° de janeiro de 2021 e com término em 31 de dezembro de 2024. O prefeito Alexandre Kalil, do Partido Social Democrático (PSD) foi reeleito com 63,36% dos votos válidos.
Originalmente, as eleições ocorreriam em 4 de outubro (primeiro turno) e 25 de outubro (segundo turno, caso necessário), porém, com o agravamento da pandemia de COVID-19 no Brasil, as datas foram modificadas.

## Contexto político e pandemia
As eleições municipais de 2020 estão sendo marcadas, antes mesmo de iniciada a campanha oficial, pela pandemia de COVID-19 no Brasil, o que está fazendo com que os partidos remodelem suas estratégias de pré-campanha. O Tribunal Superior Eleitoral (TSE) autorizou os partidos a realizarem as convenções para escolha de candidatos aos escrutínios por meio de plataformas digitais de transmissão, para evitar aglomerações que possam proliferar o coronavírus. Alguns partidos recorreram a mídias digitais para lançar suas pré-candidaturas. Além disso, a partir deste pleito, será colocada em prática a Emenda Constitucional 97/2017, que proíbe a celebração de coligações partidárias para as eleições legislativas, o que pode gerar um inchaço de candidatos ao legislativo.

## Candidatos
| Candidato(a) a prefeito(a) | Candidato(a) a prefeito(a) | Candidato(a) a prefeito(a) | Candidato(a) a vice-prefeito(a) | Nº | Coligação/Partido | Tempo de horário eleitoral |
| --- | --- | --- | --- | --- | --- | -------------------------- |
| | | João Vítor Xavier Cidadania | Leonardo Bortoletto DEM | 23 | BH de Verdade Cidadania, DEM, PSB, PL, PMN, PSL, PODE, PSC, PTB | 3 min e 16 s               |
| | | Wendel Mesquita Solidariedade | Sandra Bini Solidariedade | 77 | Solidariedade | 19 segundos                |
| | | Marcelo Souza e Silva Patriota | Leandro Moreira Patriota | 51 | Patriota | 15 segundos                |
| | | Alexandre Kalil PSD | Fuad Noman PSD | 55 | Coragem e Trabalho PSD, MDB, PV, REDE, Avante, PDT, DC, PP | 2 min e 46 s               |
| | | Lafayette Andrada Republicanos | Marlei Rodrigues Republicanos | 10 | Republicanos | 38 segundos                |
| | | Wadson Ribeiro PCdoB | Kátia Vergilio PCdoB | 65 | Partido Comunista do Brasil PCdoB | 16 segundos                |
| | | Áurea Carolina PSOL | Léo Péricles UP | 50 | Frente de Esquerda BH Em Movimento PSOL, UP, PCB | 16 segundos                |
| | | Rodrigo Paiva NOVO | Dra. Patrícia Albergaria NOVO | 30 | Partido Novo NOVO | 14 segundos                |
| | | Luisa Barreto PSDB | Juvenal Araújo PSDB | 45 | Partido da Social Democracia Brasileira PSDB | 37 segundos                |
| | | Fabiano Cazeca PROS | Doutora Paula Psiquiatra PTC | 90 | A Competência que BH Precisa PROS, PTC | 14 segundos                |
| | | Nilmário Miranda PT | Luana de Souza PT | 13 | Partido dos Trabalhadores PT | 1 min e 4 s                |
| | | Bruno Engler PRTB | Mauro Quintão PRTB1 | 28 | Partido Renovador Trabalhista Brasileiro PRTB | Não possui                 |
| | | Cabo Xavier PMB | Paula Maia PMB | 35 | Partido da Mulher Brasileira PMB | Não possui                 |
| | | Marilia Domingues PCO | Silvanio Vilaça PCO | 29 | Partido da Causa Operária PCO | Não possui                 |
| | | Wanderson Rocha PSTU | Firminia PSTU | 16 | Partido Socialista dos Trabalhadores Unificado PSTU | Não possui                 |
| Apresentação de acordo com a ordem da propaganda eleitoral e representação partidária ↑1 - Mauro Quintão substituiu Coronel Cláudia (PRTB) como candidato na chapa | Apresentação de acordo com a ordem da propaganda eleitoral e representação partidária ↑1 - Mauro Quintão substituiu Coronel Cláudia (PRTB) como candidato na chapa | Apresentação de acordo com a ordem da propaganda eleitoral e representação partidária ↑1 - Mauro Quintão substituiu Coronel Cláudia (PRTB) como candidato na chapa | Apresentação de acordo com a ordem da propaganda eleitoral e representação partidária ↑1 - Mauro Quintão substituiu Coronel Cláudia (PRTB) como candidato na chapa | Apresentação de acordo com a ordem da propaganda eleitoral e representação partidária ↑1 - Mauro Quintão substituiu Coronel Cláudia (PRTB) como candidato na chapa | Apresentação de acordo com a ordem da propaganda eleitoral e representação partidária ↑1 - Mauro Quintão substituiu Coronel Cláudia (PRTB) como candidato na chapa | Sobras: 0:05               |

## Pesquisas eleitorais

### Outubro de 2020 (candidatos)
| Fonte            | Data(s) conduzidas | Amostragem | Alexandre Kalil PSD | João Vítor Xavier Cidadania | Áurea Carolina PSOL | Rodrigo Paiva NOVO | Bruno Engler PRTB | Wendel Mesquita Solidariedade | Nilmário Miranda PT | Cabo Xavier PMB | Luisa Barreto PSDB | Marília Domingues PCO | Lafayette Andrada Republicanos | Fabiano Cazeca PROS | Wadson Ribeiro PCdoB | Marcelo Souza Patriota | Outros | Abst. Indec. | Vantagem |    |    |    |    |     |     |
| ---------------- | ------------------ | ---------- | ------------------- | --------------------------- | ------------------- | ------------------ | ----------------- | ----------------------------- | ------------------- | --------------- | ------------------ | --------------------- | ------------------------------ | ------------------- | -------------------- | ---------------------- | ------ | ------------ | -------- | -- | -- | -- | -- | --- | --- |
| Fonte            | Data(s) conduzidas | Amostragem | Datafolha           | 10-11 Nov                   | 1.036               | 63%                | 8%                | 5%                            | 2%                  | 4%              | 1%                 | 2%                    | 0%                             | 1%                  | 1%                   | 1%                     | Outros | Abst. Indec. | Vantagem | 0% | 0% | 1% | 1% | 14% | 53% |
| 55%              | 5%                 | 5%         | Datafolha           | 10-11 Nov                   | 1.036               | 1%                 | 3%                | –                             | 1%                  | –               | –                  | –                     | –                              | –                   | –                    | –                      | 5%     | 25%          | 50%      |    |    |    |    |     |     |
| lbope            | 7-9 Nov            | 1.001      | 59%                 | 7%                          | 3%                  | 1%                 | 1%                | 1%                            | 2%                  | 1%              | 0%                 | 1%                    | 0%                             | >1%                 | 0%                   | –                      | –      | 22%          | 53%      |    |    |    |    |     |     |
| Datafolha        | 3-4 Nov            | 868        | 65%                 | 7%                          | 6%                  | 1%                 | 4%                | 1%                            | 2%                  | 1%              | 1%                 | 0%                    | 1%                             | 0%                  | 0%                   | 1%                     | 1%     | 14%          | 58%      |    |    |    |    |     |     |
| Datafolha        | 3-4 Nov            | 868        | 57%                 | 4%                          | 3%                  | –                  | 2%                | –                             | 1%                  | –               | –                  | –                     | –                              | –                   | –                    | –                      | 4%     | 29%          | 53%      |    |    |    |    |     |     |
| lbope            | 26-29 Out          | 1.001      | 63%                 | 8%                          | 5%                  | 1%                 | 3%                | 1%                            | 2%                  | 1%              | 1%                 | 1%                    | 0%                             | >1%                 | 0%                   | –                      | –      | 22%          | 53%      |    |    |    |    |     |     |
| Datatempo/CP2    | 26-29 Out          | 1.500      | 63,6%               | 5,5%                        | 3%                  | 1,4%               | 3,4%              | 1,4%                          | 2,4%                | 0,6%            | 0,7%               | 0,3%                  | 0,5%                           | 0,1%                | 0,4%                 | 0,5%                   | 0,1%   | 16,1%        | 58,1%    |    |    |    |    |     |     |
| Datatempo/CP2    | 26-29 Out          | 1.500      | 58,9%               | 2,7%                        | 1,9%                | 0,7%               | 1,9%              | 0,2%                          | 1,3%                | 0,1%            | 0,1%               | –                     | 0,1%                           | –                   | 0,1%                 | 0,1%                   | 1,5%   | 30,6%        | 56,2%    |    |    |    |    |     |     |
| Paraná Pesquisas | 20-23 Out          | 802        | 59,5%               | 8%                          | 4,6%                | 2%                 | 3,9%              | 1%                            | 2,5%                | 0,1%            | 0,5%               | 0,1%                  | 0,1%                           | 0,1%                | 0,1%                 | 0,4%                   | –      | 16,9%        | 51,5%    |    |    |    |    |     |     |
| Datafolha        | 20-21 Out          | 868        | 60%                 | 7%                          | 5%                  | 1%                 | 3%                | 1%                            | 2%                  | 1%              | 1%                 | 1%                    | >1%                            | 1%                  | 0%                   | 1%                     | 1%     | 14%          | 53%      |    |    |    |    |     |     |
| Datafolha        | 20-21 Out          | 868        | 49%                 | 3%                          | 3%                  | –                  | 2%                | –                             | 1%                  | –               | –                  | –                     | –                              | –                   | –                    | –                      | 4%     | 37%          | 46%      |    |    |    |    |     |     |
| RealTime BigData | 14-17 Out          | 1.050      | 56%                 | 7%                          | 6%                  | 4%                 | 4%                | 0%                            | 1%                  | 0%              | 1%                 | 0%                    | 1%                             | 0%                  | 0%                   | 0%                     | 1%     | 19%          | 51%      |    |    |    |    |     |     |
| RealTime BigData | 14-17 Out          | 1.050      | 47%                 | 2%                          | 2%                  | 2%                 | 1%                | –                             | –                   | –               | –                  | –                     | –                              | –                   | –                    | –                      | 1%     | 45%          | 45%      |    |    |    |    |     |     |
| lbope            | 13-15 Out          | 1.001      | 59%                 | 7%                          | 3%                  | 1%                 | 1%                | 1%                            | 2%                  | 1%              | 0%                 | 1%                    | 0%                             | >1%                 | 0%                   | –                      | –      | 22%          | 53%      |    |    |    |    |     |     |
| Datatempo/CP2    | 12-14 Out          | 1.500      | 64,8%               | 4,4%                        | 3,3%                | 1,2%               | 1,7%              | 0,8%                          | 1,6%                | 0,5%            | 0,8%               | 0,2%                  | 0,3%                           | 0,3%                | 0,1%                 | 0,5%                   | 0,4%   | 19,4%        | 60,4%    |    |    |    |    |     |     |
| Datatempo/CP2    | 12-14 Out          | 1.500      | 58,4%               | 1,5%                        | 1,9%                | 0,5%               | 1%                | –                             | 0,7%                | 0,1%            | 0,2%               | –                     | 0,1%                           | 0,1%                | –                    | –                      | 0,6%   | 35,2%        | 56,5%    |    |    |    |    |     |     |
| Datafolha        | 5-6 Out            | 800        | 56%                 | 6%                          | 3%                  | 2%                 | 3%                | 2%                            | 2%                  | 1%              | >1%                | 1%                    | >1%                            | 1%                  | >1%                  | 1%                     | 1%     | 20%          | 50%      |    |    |    |    |     |     |
| Datafolha        | 5-6 Out            | 800        | 37%                 | 1%                          | 2%                  | 1%                 | 1%                | –                             | 1%                  | –               | –                  | –                     | –                              | –                   | –                    | –                      | 4%     | 53%          | 35%      |    |    |    |    |     |     |
| lbope            | 30 Set-2 Out       | 805        | 58%                 | 4%                          | 3%                  | 2%                 | 3%                | 1%                            | 2%                  | 1%              | 1%                 | 1%                    | 1%                             | >1%                 | >1%                  | –                      | –      | 23%          | 54%      |    |    |    |    |     |     |
| lbope            | 30 Set-2 Out       | 805        | 43%                 | 1%                          | 2%                  | –                  | 2%                | –                             | 1%                  | 1%              | –                  | –                     | –                              | –                   | –                    | –                      | 3%     | 47%          | 41%      |    |    |    |    |     |     |

### Julho - Setembro de 2020 (pré-candidatos)
| Fonte            | Data(s) conduzidas | Amostragem | Alexandre Kalil PSD | João Vítor Xavier Cidadania | Áurea Carolina PSOL | Rodrigo Paiva NOVO | Bruno Engler PRTB | Wendel Mesquita Solidariedade | Nilmário Miranda PT | André Janones Avante | Luisa Barreto PSDB | Lafayette Andrada Republicanos | Fabiano Cazeca PROS | Júlio Delgado PSB | Marcelo Souza Patriota | Wadson Ribeiro PCdoB | Outros | Abst. Indec. | Vantagem |   |      |      |      |       |       |
| ---------------- | ------------------ | ---------- | ------------------- | --------------------------- | ------------------- | ------------------ | ----------------- | ----------------------------- | ------------------- | -------------------- | ------------------ | ------------------------------ | ------------------- | ----------------- | ---------------------- | -------------------- | ------ | ------------ | -------- | - | ---- | ---- | ---- | ----- | ----- |
| Fonte            | Data(s) conduzidas | Amostragem | Paraná Pesquisas    | 25-29 Set                   | 820                 | 56,5%              | 6,6%              | 4,5%                          | 3%                  | 2,4%                 | 2,3%               | 1,6%                           | –                   | 1%                | 0,1%                   | 0,1%                 | Outros | Abst. Indec. | Vantagem | – | 0,5% | 0,4% | 3,4% | 18,1% | 49,9% |
| 27,2%            | 1,3%               | 1,7%       | Paraná Pesquisas    | 25-29 Set                   | 820                 | 0,7%               | 0,7%              | 0,2%                          | 0,4%                | –                    | –                  | –                              | –                   | –                 | –                      | –                    | 1,1%   | 66,6%        | 25,5%    |   |      |      |      |       |       |
| Paraná Pesquisas | 22-25 Jul          | 820        | 55,9%               | 6,5%                        | 4,1%                | 3%                 | 2,1%              | 2,1%                          | 2%                  | 1,2%                 | 0,7%               | 0,5%                           | 0,4%                | 0,1%              | 0,1%                   | 0,1%                 | –      | 21,2%        | 49,4%    |   |      |      |      |       |       |
| Paraná Pesquisas | 22-25 Jul          | 820        | 26,7%               | 0,6%                        | 1,5%                | 0,2%               | 0,2%              | –                             | 0,2%                | 0,2%                 | –                  | –                              | –                   | –                 | –                      | –                    | 1%     | 69,3%        | 25,2%    |   |      |      |      |       |       |
| Paraná Pesquisas | 22-25 Jul          | 820        | 56,5%               | 6,7%                        | 4,4%                | 3,7%               | 2,1%              | 2,2%                          | 2%                  | –                    | 0,7%               | 2,7%                           | 2,9%                | –                 | 0,1%                   | –                    | –      | 21,7%        | 49,8%    |   |      |      |      |       |       |
| Eleição de 2016  | 30 Out             | –          | 52,98%              | –                           | –                   | –                  | –                 | –                             | –                   | –                    | 47,02%             | –                              | –                   | –                 | –                      | –                    | –      | 20,37%       | 5,96%    |   |      |      |      |       |       |

## Resultados

### Prefeito
| Candidato(a)                     | Vice                            | 1º turno 15 de novembro de 2020 | 1º turno 15 de novembro de 2020 |
| Candidato(a)                     | Vice                            | Total                           | Percentagem                     |
| -------------------------------- | ------------------------------- | ------------------------------- | ------------------------------- |
| Alexandre Kalil (PSD)            | Fuad Noman (PSD)                | 784.307                         | 63,36%                          |
| Bruno Engler (PRTB)              | Mauro Quintão PRTB1             | 123.215                         | 9,95%                           |
| João Vitor Xavier (Cidadania)    | Leonardo Bortoletto (DEM)       | 114.130                         | 9,22%                           |
| Áurea Carolina (PSOL)            | Léo Péricles (UP)               | 103.115                         | 8,33%                           |
| Rodrigo Paiva (NOVO)             | Patricia Albergaria (NOVO)      | 44.977                          | 3,63%                           |
| Nilmário Miranda (PT)            | Luana de Souza (PT)             | 23.331                          | 1,88%                           |
| Luisa Barreto (PSDB)             | Juvenal Araújo (PSDB)           | 17.161                          | 1,39%                           |
| Wendel Mesquita (Solidariedade)  | Sandra Bini (Solidariedade)     | 9.266                           | 0,75%                           |
| Lafayette Andrada (Republicanos) | Marlei Rodrigues (Republicanos) | 7.327                           | 0,59%                           |
| Marcelo Souza e Silva (Patriota) | Leandro Moreira (Patriota)      | 4.105                           | 0,33%                           |
| Fabiano Cazeca (PROS)            | Doutora Paula Psiquiatra (PTC)  | 2.517                           | 0,20%                           |
| Wadson Ribeiro (PCdoB)           | Katia Vergilio (PCdoB)          | 2.211                           | 0,18%                           |
| Wanderson Rocha (PSTU)           | Firminia (PSTU)                 | 907                             | 0,07%                           |
| Cabo Xavier (PMB)                | Paula Maia (PMB)                | 865                             | 0,07%                           |
| Marilia Domingues (PCO)          | Adilson Rosa (PCO)              | 330                             | 0,03%                           |
| Total de votos válidos           | Total de votos válidos          | 1.237.764                       | 88,88%                          |
| → Votos em branco                | → Votos em branco               | 59.212                          | 4,26%                           |
| → Votos nulos                    | → Votos nulos                   | 95.575                          | 6,86%                           |
| Total de inscritos               | Total de inscritos              | 1.392.551                       | 100%                            |

| Partido | Partido  | Candidato         | Votos     | Votos (%) |
| ------- | -------- | ----------------- | --------- | --------- |
|         | PSD      | Kalil             | 784 307   | 63,36%    |
|         | PRTB     | Bruno Engler      | 123 215   | 9,95%     |
|         | CID      | João Vitor Xavier | 114 130   | 9,22%     |
|         | PSOL     | Aurea Carolina    | 103 115   | 8,33%     |
|         | NOVO     | Rodrigo Paiva     | 44 977    | 3,63%     |
|         | PT       | Nilmário          | 23 331    | 1,88%     |
|         | PSDB     | Luisa Barreto     | 17 161    | 1,39%     |
|         | SD       | Wendell           | 9 266     | 0,75%     |
|         | REP      | Lafayette         | 7 327     | 0,59%     |
|         | PATRIOTA | Marcelo Souza     | 4 105     | 0,33%     |
|         | PROS     | Fabiano Cazeca    | 2 517     | 0,2%      |
|         | PCdoB    | Wadson Ribeiro    | 2 211     | 0,18%     |
|         | PSTU     | Wanderson         | 907       | 0,07%     |
|         | PMB      | Cabo Xavier       | 865       | 0,07%     |
|         | PCO      | Marilia Domingues | 330       | 0,03%     |
| Totais  | Totais   | Totais            | 1 237 764 |           |

Fonte: 

### Composição da Câmara Municipal
|                 |                 |                                    |                                    |                                    |                                    |                                    |  |  |  |  |
| Partido         | Partido         | Câmara Municipal de Belo Horizonte | Câmara Municipal de Belo Horizonte | Câmara Municipal de Belo Horizonte | Câmara Municipal de Belo Horizonte | Câmara Municipal de Belo Horizonte |  |  |  |  |
| Partido         | Partido         | Votos                              | %                                  | Assentos                           | % de assentos                      | +/–                                |  |  |  |  |
|                 | PSD             | 133.874                            | 11,46%                             | 6                                  | 14,63%                             | 4                                  |  |  |  |  |
|                 | PP              | 78.012                             | 6,68%                              | 4                                  | 9,76%                              | 3                                  |  |  |  |  |
|                 | PDT             | 74.554                             | 6,38%                              | 3                                  | 7,32%                              | 3                                  |  |  |  |  |
|                 | Avante          | 61.674                             | 5,28%                              | 3                                  | 7,32%                              | 1                                  |  |  |  |  |
|                 | NOVO            | 60.575                             | 5,18%                              | 3                                  | 7,32%                              | 2                                  |  |  |  |  |
|                 | PSOL            | 51.814                             | 4,43%                              | 2                                  | 4,89%                              | Estável                            |  |  |  |  |
|                 | REDE            | 51.519                             | 4,41%                              | 1                                  | 2,44%                              | 1                                  |  |  |  |  |
|                 | Solidariedade   | 46.958                             | 4,02%                              | 0                                  | 0%                                 | Estável                            |  |  |  |  |
|                 | PT              | 46.220                             | 3,96%                              | 2                                  | 4,89%                              | Estável                            |  |  |  |  |
|                 | Patriota        | 44.728                             | 3,83%                              | 2                                  | 4,89%                              | 2                                  |  |  |  |  |
|                 | PRTB            | 42.202                             | 3,61%                              | 1                                  | 2,44%                              | 1                                  |  |  |  |  |
|                 | Cidadania       | 41.006                             | 3,51%                              | 2                                  | 4,89%                              | 2                                  |  |  |  |  |
|                 | PROS            | 38.569                             | 3,30%                              | 1                                  | 2,44%                              | Estável                            |  |  |  |  |
|                 | DEM             | 38.440                             | 3,29%                              | 1                                  | 2,44%                              | Estável                            |  |  |  |  |
|                 | PTC             | 34.768                             | 2,98%                              | 1                                  | 2,44%                              | Estável                            |  |  |  |  |
|                 | PTB             | 33.931                             | 2,90%                              | 1                                  | 2,44%                              | Estável                            |  |  |  |  |
|                 | PODE            | 33.523                             | 2,87%                              | 1                                  | 2,44%                              | 7                                  |  |  |  |  |
|                 | PMN             | 32.925                             | 2,82%                              | 1                                  | 2,44%                              | 2                                  |  |  |  |  |
|                 | PSL             | 25.832                             | 2,21%                              | 1                                  | 2,44%                              | Estável                            |  |  |  |  |
|                 | PSC             | 25.305                             | 2,17%                              | 1                                  | 2,44%                              | Estável                            |  |  |  |  |
|                 | PL              | 22.424                             | 1,92%                              | 1                                  | 2,44%                              | Estável                            |  |  |  |  |
|                 | MDB             | 21.724                             | 1,86%                              | 1                                  | 2,44%                              | 1                                  |  |  |  |  |
|                 | PSDB            | 21.404                             | 1,83%                              | 1                                  | 2,44%                              | 2                                  |  |  |  |  |
|                 | Republicanos    | 20.642                             | 1,77%                              | 1                                  | 2,44%                              | 1                                  |  |  |  |  |
|                 | PSB             | 19.108                             | 1,64%                              | 0                                  | 0%                                 | 3                                  |  |  |  |  |
|                 | DC              | 18.467                             | 1,58%                              | 0                                  | 0%                                 | Estável                            |  |  |  |  |
|                 | PCdoB           | 17.138                             | 1,47%                              | 0                                  | 0%                                 | 1                                  |  |  |  |  |
|                 | PV              | 14.289                             | 1,22%                              | 0                                  | 0%                                 | Estável                            |  |  |  |  |
|                 | UP              | 5.203                              | 0,45%                              | 0                                  | 0%                                 | Novo                               |  |  |  |  |
|                 | PSTU            | 1.675                              | 0,14%                              | 0                                  | 0%                                 | Estável                            |  |  |  |  |
|                 | PCB             | 1.449                              | 0,12%                              | 0                                  | 0%                                 | Estável                            |  |  |  |  |
|                 | PCO             | 193                                | 0,02%                              | 0                                  | 0%                                 | Estável                            |  |  |  |  |
| → Votos Validos | → Votos Validos | 1.352.951                          | 100%                               | 41                                 | –                                  | –                                  |  |  |  |  |

### Vereadores eleitos
| Nome                           | Partido      | Votos  |
| ------------------------------ | ------------ | ------ |
| Professora Duda Salabert       | PDT          | 37.613 |
| Nikolas Ferreira               | PRTB         | 29.388 |
| Professora Marli               | PP           | 14.496 |
| Gabriel Azevedo                | Patriota     | 13.088 |
| Álvaro Damião                  | DEM          | 12.742 |
| Marcela Trópia                 | NOVO         | 10.741 |
| Fernando Luiz                  | PSD          | 10.620 |
| Irlan Melo                     | PSD          | 8.902  |
| Walter Tosta                   | PL           | 8.072  |
| Juninho Los Hermanos           | Avante       | 7.810  |
| Iza Lourença                   | PSOL         | 7.771  |
| Jorge Santos                   | Republicanos | 7.691  |
| Helinho da Farmácia            | PSD          | 7.554  |
| Bella Gonçalves                | PSOL         | 6.954  |
| Nely Aquino                    | PODE         | 6.788  |
| Cláudio do Mundo Novo          | PSD          | 6.268  |
| Léo Burguês                    | PSL          | 6.190  |
| Rogério Alkimim                | PMN          | 6.061  |
| Fernanda Pereira Altoé         | NOVO         | 6.049  |
| Bim da Ambulância              | PSD          | 6.022  |
| Macaé Evaristo                 | PT           | 5.985  |
| Ramon Bibiano da Casa de Apoio | PSD          | 5.947  |
| Flávia Borja                   | Avante       | 5.887  |
| Braulio Lara                   | NOVO         | 5.776  |
| Dr. Célio Fróis                | Cidadania    | 5.775  |
| Professor Juliano Lopes        | PTC          | 5.197  |
| Bruno Miranda                  | PDT          | 5.178  |
| Reinaldo Gomes Preto Sacolão   | MDB          | 5.125  |
| Wesley Autoescola              | PROS         | 4.958  |
| Professor Claudiney Dulim      | Avante       | 4.879  |
| Sônia Lansky da Coletiva       | PT           | 4.793  |
| Marilda Portela                | Cidadania    | 4.425  |
| Ciro Pereira                   | PTB          | 4.340  |
| Miltinho CGE                   | PDT          | 4.176  |
| Henrique Braga                 | PSDB         | 4.045  |
| Rubão                          | PP           | 3.788  |
| Wanderley Porto                | Patriota     | 3.767  |
| Wilsinho da Tabu               | PP           | 3.734  |
| Gilson Guimarães               | REDE         | 3.593  |
| Marcos Crispim                 | PSC          | 3.355  |
| José Ferreira Projeto Ajudai   | PP           | 3.311  |